# Música en ti
Música en ti este cel de-al doilea album din banda sonoră al serialului Soy Luna, lansat pe 26 august 2016 de către Walt Disney Records.
CD-ul a fost înregistrat în a doua parte a primului sezon al serialului, cu melodii înregistrate de la început, precum „A rodar mi vida”. CD-ul a fost lansat în America Latină pe 26 august 2016, în aceeași zi în care s-a încheiat primul sezon al serialului. Melodia din titlu este interpretată de protagonista seriei, Karol Sevilla. CD-ul conține alte hituri precum "Que más da", "Tengo un corazón", "Vuelo" și "Chicas así". CD-ul include melodii din primul sezon al serialului, deschiderea, „Alas”, interpretată de protagonista Karol Sevilla în direct, precum și alte 2 piese de pe primul CD (de asemenea în direct), „Eres” și „Valiente”. În Italia, CD-ul a fost lansat cu titlul "Solo Tu", care conține o piesă bonus, versiunea în italiană a melodiei "Que más da", interpetată de cei doi protagoniști, Karol Sevilla și Ruggero Pasquarelli.

## Lista melodiilor
Ediție standard
| Nr. | Titlu                                                                           | Autor(i)                                              | Lungime |  |
| 1.  | „Vuelo” (Elenco de Soy Luna)                                                    | Eduardo Frigerio Federico San Millán Florencia Ciarlo | 3:11    |  |
| 2.  | „Música en ti” (Karol Sevilla)                                                  | Federico Vilas Mauro Franceschini                     | 2:53    |  |
| 3.  | „A rodar mi vida” (Elenco de Soy Luna)                                          | Fito Páez                                             | 3:16    |  |
| 4.  | „Nada ni nadie” (Ruggero Pasquarelli)                                           | Sebastián Mellino Pablo Correa Alejandro Vergara      | 3:34    |  |
| 5.  | „Chicas así” (Valentina Zenere, Malena Ratner & Katja Martinez)                 | Frigerio Millán Ciarlo                                | 3:04    |  |
| 6.  | „Tengo un corazón” (Carolina Kopelioff)                                         | Frigerio Millán Ciarlo                                | 3:10    |  |
| 7.  | „Qué más da” (Karol Sevilla & Ruggero Pasquarelli)                              | Mellino Correa Vergara                                | 3:03    |  |
| 8.  | „Sin fronteras” (Karol Sevilla & Carolina Kopelioff)                            | Mellino Correa Vergara                                | 2:32    |  |
| 9.  | „Eres (Radio Disney Vivo)” (Karol Sevilla, Ruggero Pasquarelli & Michael Ronda) | Mellino Correa Vergara                                | 2:33    |  |
| 10. | „Valiente (Radio Disney Vivo)” (Karol Sevilla & Michael Ronda)                  | Vilas Franceschini                                    | 3:25    |  |
| 11. | „Alas (Radio Disney Vivo)” (Elenco de Soy Luna)                                 | Frigerio Millán Ciarlo                                | 3:28    |  |
| 12. | „A rodar mi vida (Versión acústica)” (Chiara Parravicini)                       | Páez                                                  | 2:49    |  |

 Italia
| Nr. | Titlu                                           | Autor(i)               | Lungime |  |
| 13. | „Solo Tu” (Karol Sevilla & Ruggero Pasquarelli) | Mellino Correa Vergara | 3:04    |  |